# Деволанівський узвіз
Деволанівський узвіз — одна із вулиць Одеси, що пролягає дном Карантинної балки (район відомий як «Канава») в історичному центрі. Починається від Митної площі і закінчується перетином із вулицею Єврейською.
Через Деволанівський узвіз перекинуто три мости:
1. Строганов міст, або Грецький, пролягає вулицею Грецькою
2. Міст Коцебу, або Поліцейський, пролягає вулицею Ніни Строкатої (колишня Поліцейська)
3. Новіков міст, або Поштовий, пролягає вулиця вулицею Святослава Караванського (колишня Поштова)

Узвіз проходить дном Карантинної балки. Сама балка пролягала від Куликового поля до Митної площі і через неї було перекинуто сім мостів. Згодом балку було розділено на два водотоки, таким чином утворилося два узвози. Лівий пролягав вздовж вулиці Польської, відповідно дістав назву Польський узвіз. Правий — вздовж Карантинної вулиці. На карті 1812 року сучасний Деволанівський узвіз не має назви, позначений лише як Карантинна балка. Але вже у 1820 році він позначений як Карантинний узвіз, в честь вулиці вздовж якої він пролягає. Пізніше, у 1840 році, цю назву дістав інший узвіз, який поєднує Карантинну вулицю із Митною площею. Сучасний Деволанівський узвіз у 1840-х роках дістав назву Узвозу Новікова (1842 рік), пізніше вказується як Практичний (1846), в честь Практичної гавані Одеського порту, Сікардів узвіз (1848). У 1886 році узвіз дістав назву Лєвашовський, в честь Одеського градоначальник, генерал-майора, графа Володимира Лєвашова.
Із приходом більшовиків вулицю було перейменовано на узвіз Вакуленчука, на честь повстанця з панцернику «Князь Потьомкін-Таврійський», унтер-офіцера Чорноморського флоту Григорія Вакуленчука. Під цією назвою узвіз існував з 1927 по 1941 рік, після чого на коротку добу (1941–1948) було повернено назву Лєвашовський. З 1948 по 1995 роки узвіз знову носить назву Вакуленчека. У 1995 році узвіз названо в честь видатного інженера, забудовника Одеси, Франца де Воллана.

## Галерея

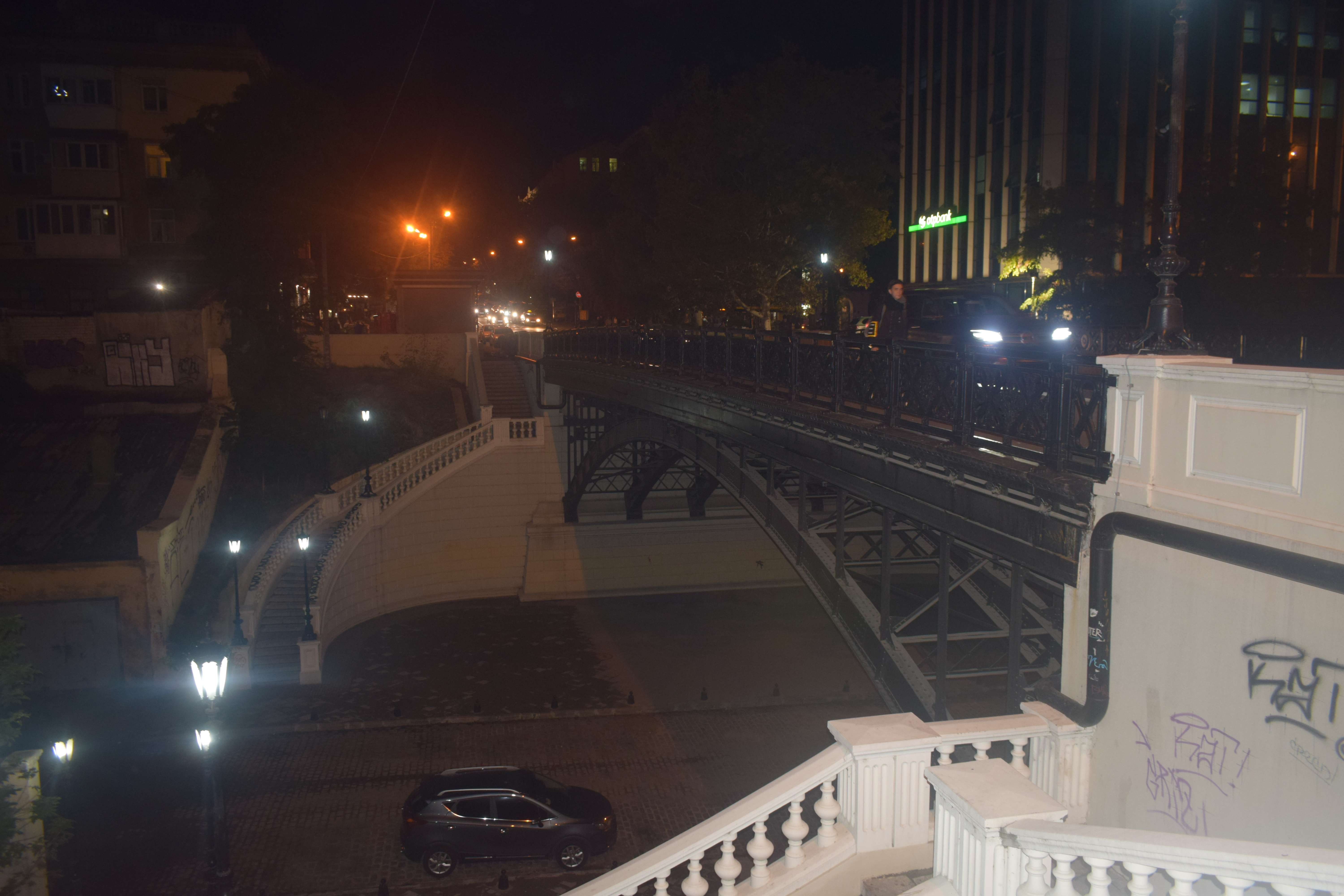
Міст Коцебу
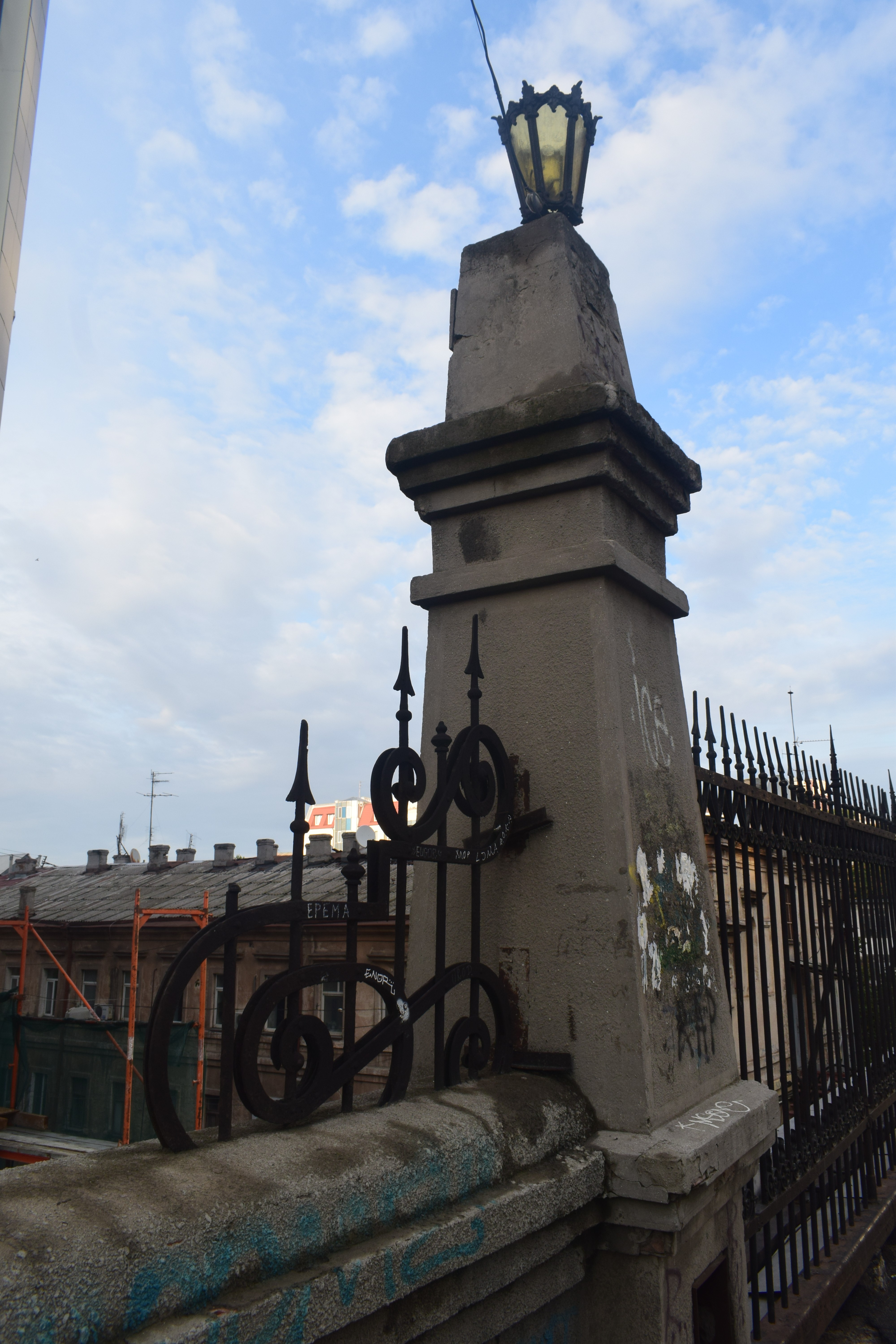
Строганов міст